# Calle de Santa Columba
La calle de Santa Columba es una vía pública de la ciudad española de Segovia.

## Descripción
La vía, que debe el título a la iglesia del mismo nombre, conduce desde la calle de San Juan hasta la plaza del Azoguejo. Aparece descrita en Las calles de Segovia (1918) de Mariano Sáez y Romero con las siguientes palabras:

Santa Columba.—Desde la calle de Cervantes, haciendo un recodo de ángulo recto, se dirige a la escalinata del Postigo del Consuelo. La iglesia de Santa Columna, a la que se subía por esta calle y situada en la parte alta del Azoguejo, era una de las antiguas románicas de Segovia, construída en el siglo XIII y con artístico atrio. Se hundió en enero de 1818, no pudiendo reedificarla los feligreses, que lo intentaron diez años después, por falta de recursos. Fué luego depósito de carruajes, se dedicó a otros usos industriales y ahora se construirá en su solar un mercado municipal de abastos.
(Sáez y Romero, 1918, p. 173)